# Снарк Секереша
У математичній області теорії графів, Снарк Секереша — це снарк з 50 вершинами і 75 ребрами. Це був п'ятий відомий Снарк, відкритий Дьордем Секерешем у 1973 році
Так як це снарк, граф Секереша є зв'язним кубічним графом, який не містить мостів з хроматичним індексом рівним 4. Снарк Секереша не планарний і не гамільтонів граф але є гіпогамільтонівим графом.
Інший добре відомий Снарк на 50 вершин снарк Уоткінса виявив Джон Дж Уоткінс у 1989 році.

## Галерея

Хроматичне число снарка Секереша - 3.
Хроматичний індекс снарка Секереша - 4.
Альтернативний вид снарка Секереша.

## Алгебраїчні властивості
Група автоморфізмів Снарка Секереша має порядок 20.
Характерний многочлен матриці суміжності Снарка Секереша є:
{\displaystyle (x-3)(x-1)^{9}(x+2)^{8}(x^{8}-x^{7}-12x^{6}+10x^{5}+41x^{4}-25x^{3}-43x^{2}+13x+6)^{4}}.